# مووس (بایرن)
مووس (به آلمانی: Moos) یک شهر در آلمان است که در دگندورف واقع شده‌است.